# شمنصور
شمنصور (به انگلیسی: Shamansoor) یک منطقهٔ مسکونی در پاکستان است که در خیبر پختونخوا واقع شده‌است.